# Simone Lahbib
Simone Lahbib (ur. 6 lutego 1965 roku w Stirling w Szkocji) – brytyjska aktorka. Matka Lahbib jest Szkotką, zaś jej ojciec pochodzi z Algierii. Mężem aktorki jest Raffaello Degruttola, z którym ma córkę Skye (urodzoną w 2005 roku).

## Filmografia
- 2008 - "Zip n Zoo" (Marion)
- 2006–2008 - Żądza krwi (inspektor Alex Fielding)
- 2005 - Heartless (Amanda)
- 2004 - Monarch of the Glen (Isobel Anderson)
- 2003 - Family
- 1999 - Bad Girls (Helen Stewart)
- 1998 - The Young Person's Guide To Becoming A Rock Star (Fiona Johnstone)
- 1997 - Thief Takers
- 1995 - London Bridge (Mary O'Conner)
- 1999–2001 Bad Girls jako Helen Stewart
- 1986 - The Girl In The Picture (The Girl)